# Sherwood Johnston
Sherwood Johnston (ur. 29 września 1927 roku, zm. 9 listopada 2000 roku w Eureka) – amerykański kierowca wyścigowy.

## Kariera
Johnston rozpoczął karierę w międzynarodowych wyścigach samochodowych w 1952 roku od startów w SCCA Club Racing National Championship, gdzie dziesięciokrotnie stawał na podium, w tym pięciokrotnie na jego najwyższym stopniu. Uzbierane 10100 punktów dało mu tytuł mistrzowski. W późniejszych latach Amerykanin pojawiał się także w stawce World Sportscar Championship, 24-godzinnego wyścigu Le Mans oraz US Formula A/F5000 Championship.